# Steindachnerina corumbae
Steindachnerina corumbae är en fiskart som beskrevs av Carla Simone Pavanelli och Britski, 1999. Steindachnerina corumbae ingår i släktet Steindachnerina och familjen Curimatidae. IUCN kategoriserar arten globalt som nära hotad. Inga underarter finns listade i Catalogue of Life.